# 索跃
索跃（1961年6月—），男，回族，新疆库尔勒人，中华人民共和国政治人物，曾任新疆昌吉州人大常委会党组副书记、主任，现任新疆维吾尔自治区人大常委会副主任。